# مكتب الحكومة العسكرية (الولايات المتحدة)

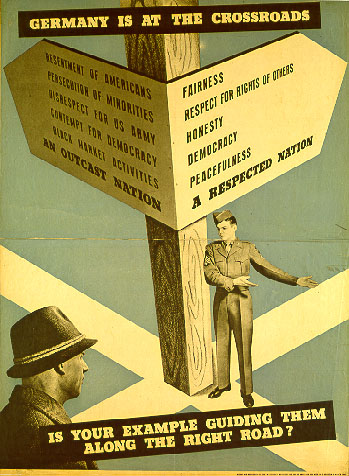
منشور موجه لأفراد الجيش الأمريكي مقدم في 1947، بعنوان "ألمانيا على مفترق طرق"، ويحمل سؤالًا: "هل يقودهم مثالك إلى الطريق الصحيح؟"

مكتب الحكومة العسكرية لألمانيا (الولايات المتحدة) (بالإنجليزية: Office of Military Government for Germany (U.S.) وتُختصر OMGUS، بالألمانية: Amt der Militärregierung für Deutschland (Vereinigte Staaten)) كان حكومة أسسها الجيش الأمريكي بعد وقت قصير من انتهاء العدائيات في ألمانيا المحتلة في الحرب العالمية الثانية. تحت قيادة الجنرال لوشيوس دي. كلاي، أدارت هذه الحكومة المناطق التي يتحكم بها جيش الولايات المتحدة في ألمانيا، بما في ذلك القطاع الأمريكي من برلين. ضم مجلس الحكم التابع للحلفاء السلطات العسكرية من الولايات المتحدة والمملكة المتحدة وفرنسا والاتحاد السوفيتي. أقيم مكتب الحكومة العسكرية لألمانيا (الولايات المتحدة) في 1 يناير 1946، كان المكتب تابعًا قبل ذلك مجلس الولايات المتحدة للحكم الجماعي، الذي وُجد بين 8 مايو، 1945 و 1 أكتوبر 1945. حُل مكتب الحكومة العسكرية في 5 ديسمبر، 1949، إذ تولى مفوض الولايات المتحدة الأعلى لألمانيا مسؤوليات المكتب. مقر الحكومة كان في برلين مع وجود منشآت تابعة للمكتب في فرانكفورت أم ماين.
عمل فرع التعويضات التابع لمكتب الحكومة العسكرية على إعادة الممتلكات للبلدان التي نهب منها النازيون هذه الممتلكات خلال الحرب العالمية الثانية.
نشر مكتب الحكومة العسكرية الأمريكية صحيفته الخاصة، وكان مقرها في ميونخ. وهي صحيفة دي نويه تسايتونج. والتي حررها ألمان من بينهم يهود هاجروا للولايات المتحدة قبل الحرب. كانت مهمة هذه الصحيفة تدمير بقايا الثقافة النازية، وتشجيع الديمقراطية عبر كشف الثقافة الأمريكية للألمان. نشرت الصحيفة تفاصيل كثيرة عن الرياضة والسياسة وعالم الأعمال وهوليوود والموضة بالإضافة إلى الشؤون الدولية. لكن الصحيفة كانت تحت رقابة قسم التحكم بالمعلومات التابع لمكتب الحكومة العسكرية.

## مشروع محفوظات مكتب الحكومة العسكرية
في عام 1950، شُحنت وثائق الحكومة العسكرية الأمريكية إلى الولايات المتحدة، وهي الآن في مركز واشنطن للسجلات الوطنية. بعد انتهاء مدة حجب الوثائق، صورت 6 ملايين من وثائق الحكومة العسكرية الأمريكية على 100,000 مايكروفيلم. وشارك في هذا العمل الأرشيف الفيدرالي الألماني ومعهد التاريخ المعاصر في برلين.

## استشهادات
1. ↑  Jessica C.E. Gienow-Hecht, "Art is democracy and democracy is art: Culture, propaganda, and the Neue Zeitung in Germany," Diplomatic History (1999) 23#1 pp 21-43